# لا أون
لا أون (بالفرنسية: La Une)‏ هي قناة تلفزيونية وطنية بلجيكية تملكها وتديرها هيئة البث العامة الناطقة بالفرنسية (RTBF). تعادل محطة لا أون محطة إين للإذاعة الفلمنكية في آر تي.